# Annamanum lunulatum
Annamanum lunulatum är en skalbaggsart som först beskrevs av Maurice Pic 1934.  Annamanum lunulatum ingår i släktet Annamanum och familjen långhorningar. Inga underarter finns listade i Catalogue of Life.